# Костюнин, Николай Иванович
Николай Иванович Костюнин (11 декабря 1919, с. Высоково, Бутурлинский район, Нижегородская область —  26 февраля 2014) — советский дипломат, Временный поверенный в делах СССР в Греции, Заместитель Генерального секретаря МИД СССР, Чрезвычайный и Полномочный Посланник II класса, Генеральный консул СССР в Лейпциге. Кандидат исторических наук.

## Биография

### Детство и юношество
Николай Иванович родился 11 декабря 1919 года в селе Высоково (ныне Бутурлинский район).
Отец — Костюнин Иван Васильевич (1880 г.р.) и мать — Акулина (Акилина) Степановна, были крестьянами. Некоторое время они жили и работали в Нижнем Новгороде. Отец был дворником сначала у богатых хозяев, а затем при «дворянском институте». Мать работала на ткацкой фабрике. Всю остальную жизнь Костюнины прожили в селе Высокове.
В семье было трое детей: сын Пётр (1909 г.р.), дочь Наталья (1913 г.р.) и Николай (1919 г.р.)
С 1927 по 1934 г. Николай учился в Высоковской начальной и Яковлевской семилетней школе колхозной молодёжи. Затем мальчик подал заявление в 8-й класс и стал учеником первого набора Бутурлинской средней школы. Размещалась тогда школа в здании Сергиевской церкви и находилась в 10 километрах от Высокова.
После окончания в 1937 году с аттестатом отличника Бутурлинской средней школы Николай поступает в Горьковский государственный университет. В 1941 году юноша получил диплом по специальности «физическая химия» (срок обучения был сокращён на год в связи с войной).

### Служба в армии
В первые дни войны Николай оказался в Ленинграде, где проходил практику в Институте химической физики. В июле 1941 года был призван в Красную Армию и направлен на учёбу в Калининское военное училище химической защиты, которое в сентябре 1941 года было эвакуировано в город Кизел Пермской области.
В марте 1942 года Николай окончил училище в звании лейтенанта. Тогда же был направлен в 95-й батальон химической защиты, ставший затем 35-м батальоном 12 технической бригады Резерва Верховного Главнокомандования Красной Армии.
В июле 1943 года бригада, стоявшая в Гороховецких лагерях, получила боевое задание по дымомаскировке тыловых объектов страны и была переброшена в район города Горького.
Служба в названной бригаде закончилась в должности помощника начальника штаба бригады и воинском звании «старший лейтенант» в августе 1945 года.

### Дипломатическая деятельность
В МИД СССР Николай Иванович начал работать в августе 1948 года. Он был определён в научно-издательский отдел Архивного управления МИД СССР, который возглавлял В. М. Хвостов, один из авторов «Истории дипломатии». Николай Иванович участвовал в подготовке и издании сборников документов и материалов по истории международных отношений накануне и во время Второй мировой войны, заведовал архивными фондами министра иностранных дел, его заместителей. От имени Управления принимал участие в подготовке «Истории Великой Отечественной войны Советского Союза 1941—1945 гг», написал лично ряд внешнеполитических глав для 4 и 5 томов этого фундаментального издания.
В 1960 году Костюнина направили на дипломатическую работу за границу. С декабря 1960 по март 1964 годов он работал в должности Первого секретаря, а с апреля 1968 по август 1972 года — советником Посольства СССР в Греции. В феврале 1962 года Николай Иванович сопровождал в Афинах первого советского космонавта Юрия Гагарина.
В августе 1972 года Костюнин назначается на должность Заместителя Генерального секретаря МИД СССР. Продолжает заниматься научно-издательской работой. Подготовил в печать 4-й том «Истории дипломатии», участвовал в подготовке 5 тома.
Указом Президиума Верховного Совета СССР от 31 мая 1978 года Костюнину Н. И. присвоили дипломатический ранг Чрезвычайного и Полномочного Посланника II класса.
В сентябре 1980 года Николая Ивановича направляют на загранработу в ГДР в качестве Генерального Консула СССР в Лейпциге. На этом посту он работал до мая 1984 года. Первостепенное внимание в своей работе дипломат уделял развитию дружбы народов. Лично выступал с лекциями и докладами в немецких аудиториях. Важное место в работе занимали вопросы, связанные с участием СССР в Лейпцигских ярмарках (два раза в год — весной и осенью. На выставки привозились новейшие образцы машин, оборудования, приборов, инструментов.

### В отставке
В ноябре 1984 года Николай Иванович ушёл в отставку. Всего дипломатической работе в системе МИД было отдано 36 лет. Костюнин свободно владел немецким, английским и современным греческим языками.
Дипломат вёл активную литературную и патриотическую работу: участвовал в создании многотомных трудов: «Дипломаты вспоминают: мир глазами ветеранов дипломатической службы» и «В бой мы шли не ради славы — ради жизни на земле (дипломаты-фронтовики вспоминают)».

## Награды
- орден «Знак Почёта» (11.12.1979)
- Медаль «За победу над Германией»
- Медаль «За трудовое отличие»